# Гапнір
Гапнір (ісл. Hafnir) — село на південному заході Ісландії. У 1995 році село разом з сусідніми поселеннями Кеплавік та Нярдвік увійшло до складу муніципалітету Рейк'янесбаїр.
Населення села становить 109 осіб станом на 2011 рік. Кількість жителів з кожним роком неухильно падає, що пов'язано з активною урбанізацією в муніципалітеті, до якого належить село.
Археологічні розкопки, проведені в Гапнірі, вказують на те, що місцевість, де лежить село, була одним з перших поселень на території Ісландії. Раніше Гапнір був великим портовим містом, на що вказує його назва.
Серед місцевих визначних пам'яток — морський акваріум і дерев'яна церква XIX століття. За 5 км на південь — скеля Гапнаберґ.